# أناتولي بايداتشني
أناتولي بايداتشني، من مواليد 1 أكتوبر 1952، لاعب كرة قدم سوفييتي سابق، ومدرب كرة قدم روسي سابق.
لعب مع منتخب الاتحاد السوفييتي لكرة القدم.
درب نادي اليرموك الكويتي في موسم 1995/1996.

## وصلات خارجية
- أناتولي بايداتشني على موقع قاعدة بيانات كرة القدم.إي يو (الإنجليزية)
- أناتولي بايداتشني على موقع ناشيونال فوتبول تيمز (الإنجليزية)